# バロ
バロ（朝: 바로、1992年9月5日 - ）は韓国の俳優、歌手、ラップ作詞家。音楽グループB1A4のメンバー。
本名はチャ・ソヌ（朝: 차선우）。所属事務所はMEDIALAB SISO(2023年11月8日〜）。

## 来歴
俳優としても活動し、俳優活動時は本名を使用する。第50回百想芸術大賞TV部門男性新人賞・男性人気賞(2014年4月)候補となった。

## 人物
- 兵役法に基づいて徴兵され大韓民国陸軍第7歩兵師団にて軍服務(2019年9月～2021年2月)
- 妹は2017年デビューのソロ歌手アイ

## 作品

### 作詞作曲参加

#### B1A4
- Paradise

### ラップ作詞

#### B1A4
- Bling Girl
- Beautiful Target
- BABY I'M SORRY
- THIS TIME IS OVER
- SO FINE
- SUPER SONIC
- 둘만 있으면
- FEELING
- YOU ARE MY GIRL
- WONDERFUL TONIGHT
- 잘자요 굿나잇
- 너 때문에
- 걸어 본다
- If...
- 뭐 할래요
- In The Air
- 별빛의 노래
- 이게 무슨 일이야
- Yesterday
- Good Love
- Lonely
- Amazing
- Baby
- Oh My God
- 예뻐
- Who Am I
- 길
- Seoul
- SOLO DAY
- 내가 뭐가 돼
- 잘 돼가
- 물 한잔
- Drive
- Sweet Girl
- You Are a Girl I Am a Boy
- 10년 후
- Wait
- Love is Magic
- 嘘だよ
- キミにもう一度惚れる瞬間
- Good Timing
- 悪夢
- 夢で
- Sparkling
- To My Star
- メランコリー
- 僕がキミを探す
- Drunk on You
- Rollin'
- 너는 내가 필요해
- Love Emotion
- Smile Mask
- 내게 전화해
- 아이처럼
- 白いキセキ
- モッポンゴヤ〜見なかったことに・・・
- Beautiful Lie
- TELL ME WHY
- SOMEBODY TO LOVE
- HEY!!
- Angel Eyes
- EVERY TIME
- Paradise
- Do You Remember
- 会えるまで

#### フィーチャリング
- Brown Eyed GirlsのJEA「하루만이라도」(2015年2月)
- Ami「骨の中まで痛い」（2015年8月）
- ソ・イェアン「Chocolate Kiss」（2016年5月）[2]

#### OST
- Mnet「七転び八起きク・ヘラ」(2015年3月)
- tvN「賢い監房生活」[3]

## 出演

### バラエティー番組
- Y-STAR 「食神ロード」
- SBS「ランニングマン」
- MBC「無限に挑戦」
- tvN「花より青春 - ラオス編」
- SBS「ジャングルの法則 - パラオ編」

### ラジオ番組
- MBCFM 「シンドンのシムシムタパ」

### ミュージックビデオ
- Zia「For a year」[4]
- LOVELYZユ・ジエ「Delight」[5]
- チョンギゴ＆SISTARソユ「Some」[6]

### テレビドラマ
- tvN「応答せよ1994」ビングレ役
- SBS「神の贈り物－14日」キ・ヨンギュ役
- MBC「Angry Mom」ホン・サンテ役(2015年3月～5月)
- KBS2TV「マスター－ククスの神」キム・ギルド役(青年時代))(2016年4月)
- KBS 2TV「ビバ・アンサンブル」ソヌ役(2017年4月)
- KBS2TV「マンホール」チョ・ソクテ役(2017年8月〜9月)
- MBC「悪い刑事」（イギリスBBCドラマ「Luther」リメイク）ファン・ドンユン役
- MBN「レベルアップ」クァク・ハンチョル役
- tvN「僕を溶かしてくれ」ファン・ビョンシム役

### ウェブドラマ
- 保険会社アリアンツ「ロス：タイム：ライフ」(2015年7月)
- TirTANplatform「目を閉じる」ヒョン役(2017年5月)
- KBS「ツー・ハーツ」チャ・ソヌ役

### 声優
- 「THE 7TH DWARF」 小人ボボ役

### CM
- クラウン製菓 チョコハイム
- KTのolleh（2015年10月）

### 映画
- 「震える家族」ヨンジュン役 (2022年10月19日～)